# Likoúrgos-Stéfanos Tsákonas
Likoúrgos-Stéfanos Tsákonas (grec moderne : Λυκούργος-Στέφανος Τσάκωνας ; né le 8 mars 1990 à Sparte) est un athlète grec, spécialiste du 200 m.

## Biographie
Il détient le record national junior du 200 mètres en 20 s 67, obtenu à Réthymnon le 7 juillet 2010. Il termine 2e, en 20 s 69, lors des Championnats d'Europe d'athlétisme par équipes 2010 à Bergen derrière le Français Martial Mbandjock. Il porte son record à 20 s 56 (-1,4 m/s) à	Ostrava le 16 juillet 2011, lors des Championnats d'Europe espoirs.
Lors des Jeux méditerranéens à Mersin, il remporte la médaille d'or en portant son record à 20 s 45, qu'il améliore à Rome le 4 juin 2015 en 20 s 09.
Le 4 juin 2017, deux ans après son record personnel au 200 m, le Grec améliore sa performance du 100 m à Gavardo en 10 s 16.

## Palmarès
| Date | Compétition                       | Lieu      | Résultat | Épreuve   | Temps   |
| ---- | --------------------------------- | --------- | -------- | --------- | ------- |
| 2009 | Jeux méditerranéens               | Pescara   | 8e       | 200 m     | 21 s 27 |
| 2009 | Jeux méditerranéens               | Pescara   | 4e       | 4 x 100 m | 40 s 80 |
| 2009 | Championnats d'Europe juniors     | Novi Sad  | 4e       | 200 m     | 21 s 16 |
| 2010 | Championnats d'Europe par équipes | Bergen    | 2e       | 200 m     | 20 s 69 |
| 2010 | Championnats d'Europe             | Barcelone | 7e       | 200 m     | 20 s 90 |
| 2011 | Championnats d'Europe espoirs     | Ostrava   | 1er      | 200 m     | 20 s 56 |
| 2013 | Jeux méditerranéens               | Mersin    | 1er      | 200 m     | 20 s 45 |
| 2014 | Championnats d'Europe par équipes | Tallin    | 2e       | 100 m     | 10 s 22 |
| 2014 | Championnats d'Europe par équipes | Tallin    | 2e       | 200 m     | 20 s 78 |
| 2014 | Championnats d'Europe             | Zurich    | 7e       | 200 m     | 20 s 53 |
| 2015 | Championnats d'Europe par équipes | Heraklion | 1er      | 100 m     | 10 s 32 |
| 2015 | Championnats d'Europe par équipes | Heraklion | 1er      | 200 m     | 20 s 44 |
| 2017 | Championnats d'Europe par équipes | Lille     | 3e       | 200 m     | 20 s 59 |

## Records
| Épreuve    | Temps   | Lieu    | Date         |
| ---------- | ------- | ------- | ------------ |
| 100 mètres | 10 s 16 | Gavardo | 4 juin 2017  |
| 200 mètres | 20 s 09 | Rome    | 4 juin 2015  |
| 400 mètres | 48 s 02 | Athènes | 23 juin 2007 |